# Anders Gustafsson (företagsledare)
Anders Fredrik Gustafsson, född 20 april 1972, är en svensk företagsledare och koncernchef.
Gustafsson, som är byggnadsingenjör i botten, har avlagt ekonomie magisterexamen vid Stockholms universitet. Han har haft ledande befattningar på NCC från 2003 till 2013, då han började sin anställning på Svevia. Han var VD och koncernchef där 2017–2023. I oktober 2023 började han som CEO på infrastrukturföretaget NRC Group. I mars 2025 tillträdde han som styrelseordförande i Terranor Group.